# Gianluca Musacci
Gianluca Musacci (Viareggio, 1º aprile 1987) è un ex calciatore italiano, di ruolo centrocampista.

## Carriera

### Club

#### Inizi
Cresciuto calcisticamente nelle file dell'Empoli, viene mandato in prestito in Serie C1 nell'estate 2007 alla Massese, per essere poi richiamato alla base nella sessione invernale di calciomercato. Ha esordito in Serie A il 19 marzo 2008 contro la Juventus, collezionando poi una seconda presenza il 30 marzo seguente contro la Sampdoria. Dalla stagione seguente fa parte dei titolari dell'Empoli in Serie B.

#### Parma e prestiti
Il 28 agosto 2011 passa in prestito al Parma con la formula del prestito con diritto di riscatto per metà del cartellino, in cambio Manuel Coppola passa alla società toscana in prestito secco. Il 30 ottobre 2011 fa il suo esordio nella partita casalinga contro il Cesena vinta 2-0.
Acquisita la comproprietà a fine stagione, il 17 gennaio 2013 i ducali riscattano anche la seconda metà del cartellino del giocatore, che viene subito girato in Serie B allo Spezia con la formula del prestito con diritto di riscatto della compartecipazione. Esordisce con le aquile il 26 gennaio nella gara casalinga contro il Verona, persa per 1-0, partendo titolare e disputando tutti i novanta minuti.
Il 7 agosto 2013 passa a titolo temporaneo al Padova. Esordisce con la nuova maglia il 24 agosto 2013 nella partita casalinga contro il Trapani. Il 26 dicembre 2013 segna la sua prima rete su calcio di rigore nella partita casalinga contro il Siena terminata 2-2.
Il 21 agosto 2014 si trasferisce in prestito al Frosinone. Il 29 gennaio 2015 viene ufficializzata la risoluzione del prestito con la squadra ciociara. Nel gennaio 2016 va al Catania.
Il 23 luglio 2016 firma un contratto biennale con il Messina 

#### Viterbese Castrense
A luglio 2017 firma un contratto con la società laziale Viterbese in Serie C.

### Nazionale
Nel 2007 ha ricevuto delle convocazioni nella Nazionale Under-20, raccogliendo due presenze.

## Statistiche

### Presenze e reti nei club
| Stagione        | Squadra             | Campionato      | Campionato | Campionato | Coppe nazionali | Coppe nazionali | Coppe nazionali | Coppe continentali | Coppe continentali | Coppe continentali | Altre coppe | Altre coppe | Altre coppe | Totale | Totale |
| Stagione        | Squadra             | Comp            | Pres       | Reti       | Comp            | Pres            | Reti            | Comp               | Pres               | Reti               | Comp        | Pres        | Reti        | Pres   | Reti   |
| --------------- | ------------------- | --------------- | ---------- | ---------- | --------------- | --------------- | --------------- | ------------------ | ------------------ | ------------------ | ----------- | ----------- | ----------- | ------ | ------ |
| 2006-2007       | Empoli              | A               | 0          | 0          | CI              | 3               | 0               | -                  | -                  | -                  | -           | -           | -           | 3      | 0      |
| 2007-gen. 2008  | Massese             | C1              | 19         | 0          | CI-C            | 3+              | 0               | -                  | -                  | -                  | -           | -           | -           | 22+    | 0      |
| gen.-giu. 2008  | Empoli              | A               | 2          | 0          | CI              | -               | -               | CU                 | -                  | -                  | -           | -           | -           | 2      | 0      |
| 2008-2009       | Empoli              | B               | 13+2       | 1          | CI              | 3               | 0               | -                  | -                  | -                  | -           | -           | -           | 18     | 1      |
| 2009-2010       | Empoli              | B               | 34         | 2          | CI              | 1               | 0               | -                  | -                  | -                  | -           | -           | -           | 35     | 2      |
| 2010-2011       | Empoli              | B               | 34         | 2          | CI              | 2               | 0               | -                  | -                  | -                  | -           | -           | -           | 36     | 2      |
| ago. 2011       | Empoli              | B               | 2          | 0          | CI              | 0               | 0               | -                  | -                  | -                  | -           | -           | -           | 2      | 0      |
| Totale Empoli   | Totale Empoli       | Totale Empoli   | 85+2       | 5          |                 | 9               | 0               |                    | -                  | -                  |             | -           | -           | 96     | 5      |
| ago. 2011-2012  | Parma               | A               | 15         | 0          | CI              | 0               | 0               | -                  | -                  | -                  | -           | -           | -           | 15     | 0      |
| 2012-gen. 2013  | Parma               | A               | 6          | 0          | CI              | 0               | 0               | -                  | -                  | -                  | -           | -           | -           | 6      | 0      |
| Totale Parma    | Totale Parma        | Totale Parma    | 21         | 0          |                 | 0               | 0               |                    | -                  | -                  |             | -           | -           | 21     | 0      |
| gen.-giu. 2013  | Spezia              | B               | 10         | 0          | CI              | -               | -               | -                  | -                  | -                  | -           | -           | -           | 10     | 0      |
| 2013-2014       | Padova              | B               | 16         | 2          | CI              | 2               | 0               | -                  | -                  | -                  | -           | -           | -           | 18     | 2      |
| 2014-gen. 2015  | Frosinone           | B               | 15         | 0          | CI              | -               | -               | -                  | -                  | -                  | -           | -           | -           | 15     | 0      |
| gen.-giu. 2015  | Pro Vercelli        | B               | 11         | 0          | CI              | -               | -               | -                  | -                  | -                  | -           | -           | -           | 11     | 0      |
| sett. 2015-2016 | Catania             | LP              | 21         | 1          | CI+CI-LP        | 0               | 0               | -                  | -                  | -                  | -           | -           | -           | 21     | 1      |
| 2016-2017       | Messina             | LP              | 31         | 1          | CI+CI-LP        | 2+2             | 0               | -                  | -                  | -                  | -           | -           | -           | 35     | 1      |
| 2017-2018       | Viterbese Castrense | C               | 14         | 0          | CI-C            | 4               | 0               | -                  | -                  | -                  | -           | -           | -           | 18     | 0      |
| 2018-2019       | Paganese            | C               | 0          | 0          | CI-C            | 0               | 0               | -                  | -                  | -                  | -           | -           | -           | 0      | 0      |
| 2019-2020       | Real Forte Querceta | D               | 11         | 1          | CI-D            | 0               | 0               | -                  | -                  | -                  | -           | -           | -           | 11     | 1      |
| Totale carriera | Totale carriera     | Totale carriera | 254+2      | 10         |                 | 22              | 0               |                    | -                  | -                  |             | -           | -           | 278    | 10     |